# Loek Lafeber
Gerardus Cornelis Frederik (Loek) Lafeber (Amsterdam, 13 december 1929 – Marseille, 31 december 2012) was een Nederlandse beeldend kunstenaar.
Lafeber, die voor het grootste deel van het jaar in Frankrijk woonde en werkte, volgde van 1946 tot 1952 de schildersopleiding aan de Koninklijke Academie van Beeldende Kunsten in Den Haag. Na zijn opleiding ontwikkelde hij zich verder als emailleur, glazenier, edelsmid en kunstschilder. Als emailleur won hij in 1978 de Biënnale in Limoges, een centrum voor emailleurkunst in Europa. Voor de vergaderzaal van de Koninklijke Nederlandsche Maatschappij tot bevordering der Geneeskunst ontwierp hij in 1969 een emaildecoratie.
Lafeber was niet alleen uitvoerend kunstenaar, maar hij heeft ook veel emailleurs het vak geleerd. Werk van Lafeber wordt regelmatig geëxposeerd in Nederland en daarbuiten. In 2008 was in het Museum voor vlakglas- en emaillekunst te Ravenstein een speciale overzichtstentoonstelling aan zijn werk gewijd.
Lafeber overleed op 83-jarige leeftijd in Marseille.